# Ovenschaal
Een ovenschaal is een schaal die geschikt is om er gerechten mee te bereiden in een oven.
Zo'n schaal kan van aardewerk zijn, van metaal of van hittebestendig glas. Er bestaan ook ovenschalen van kunststof. Om geschikt te zijn voor gebruik in een oven dient de schaal bestand te zijn tegen de hoge temperaturen die daarbij optreden. Gerechten uit de oven kunnen direct in de ovenschaal worden opgediend. De ovenschaal kan zeker een aantal minuten zeer heet zijn en bij directe aanraking venijnige brandwonden veroorzaken.
Voor gebruik in een magnetron zijn speciale magnetronschalen te verkrijgen.